# Шинджиро Коидзуми
Шинджиро Коидзуми (на японски: 小泉 進次郎, Koizumi Shinjirō) е министър на околната среда на Япония от 11 септември 2019 г., член е на Камарата на представителите на Либерално-демократическата партия.

## Биография
Роден е на 14 април 1981 г., втори син на 56-ия японски премиер Джуничиро Коидзуми и по-малък брат на актьора Котаро Коизуми. Радва се на популярност както сред японската общественост, така и сред по-младите депутати от Либералната демократическа партия и често е споменаван като бъдещ кандидат за министър-председателския пост на Япония.
Коидзуми завършва частен университет в Япония и има магистърска степен от Колумбийския университет в Ню Йорк. Прекарва една година като научен сътрудник на непълно работно време в Центъра за стратегически и международни изследвания и като млад лидер на Тихоокеанския форум CSIS, преди да се върне в Япония през 2007 г.  After that, he worked as a private secretary of Junichirō, his father. Бил е политически секретар на баща си. Избран е в долната камара през 2009 г. след пенсионирането на баща му.
През октомври 2011 г. Коидзуми става ръководител на парламентарната камара на младите законодатели на Либералната демократическа партия, която по-рано е била заемана от премиерите Такешита, Уно, Кайфу, Абе и Асо. През февруари 2012 г. стартира проект, наречен „Екип 11“ за подпомагане на областите засегнати от земетресението и цунамито през 2011 г. Групата е съставена от 82 членове, всички на възраст под 45 години към март 2013 г. Някои наблюдатели сравняват групата с мощната „фракция на Макимура“, ръководена от Нобутака Макимура по отношение на политическата ѝ тежест.
Преизбран е на изборите през декември 2012 г. През 2013 г. е назначен за парламентарен секретар, отговарящ за възстановяването на Тохоку. В анкета на TBS от декември 2013 г. се класира на второ място след Шиндзо Абе като най-предпочитаният кандидат за премиер. През април 2017 г., след скандала с Моритомо Гакуен около премиера Абе, анкетите показват Коизуми като най-одобряваният лидер на Либералната демократическа партия изпреварвайки както Абе, така и претендента Шигеру Ишиба.